# Oxypetalum incanum
Oxypetalum incanum är en oleanderväxtart som beskrevs av Fourn.. Oxypetalum incanum ingår i släktet Oxypetalum och familjen oleanderväxter. Inga underarter finns listade i Catalogue of Life.